# Batalla de Carquemix
La batalla de Carquemix va ser una batalla decisiva en què va participar Babilònia contra  Egipte i Assíria.
Quan Nabopolassar va prendre el poder a Babilònia, aprofitant la mort de Assurbanipal d'Assíria, va haver-hi guerra entre les dues potències; en aquesta contesa, Nabopolassar va obtenir grans victòries que van culminar amb la destrucció de Nínive a l'any 612 a.n.e. segons la cronologia tradicional, o l'any 632 a.n.e. segons la cronologia bíblica. Perduda la seva capital, i mort el seu rei, els assiris, liderats pel nou governant Aixurubal·lit II, es van retirar a Haran, al mateix temps que el faraó Necó II, temorós d'una Babilònia massa forta, enviava reforços.
No obstant això, la rebel·lió d'alguns reis al Llevant mediterrani, entre els quals va destacar Josies de  Judà, va obligar els egipcis a presentar batalla a Meguidó, cosa que els va impedir arribar a temps per evitar que els babilonis conquistessin Haran.
Egipcis i assiris es van reunir a l'última fortalesa que li quedava a l'imperi assiri, Carquemix, on van presentar batalla als babilonis, ara liderats per Nabucodonosor II, fill i successor de Nabopolassar. Aquesta batalla va acabar amb una clara victòria de Babilònia, que va fer desaparèixer l'imperi assiri de la història, i va obligar a Egipte a retirar-se a les seves fronteres, on va poder conservar la independència només amb dificultats i després repel·lir diversos atacs de Nabucodonosor II.